# Palaeohelicopsyche groteae
Palaeohelicopsyche groteae is een fossiele soort schietmot uit de familie Helicopsychidae.